# Lascaux-i barlang
A lascaux-i barlang (franciául: Grotte de Lascaux) (Dordogne, Franciaország; Lascaux kiejtése kb. „lászkó”) a műalkotások értéke és mennyisége alapján egyike a legjelentősebb őskori festett barlangoknak. A festmények és karcolatok nagy része a magdaléni korszakból való, azaz 15-17 ezer éves. Egyike a Vézère-völgyi festett barlangoknak, amelyek a világörökség részét képezik.

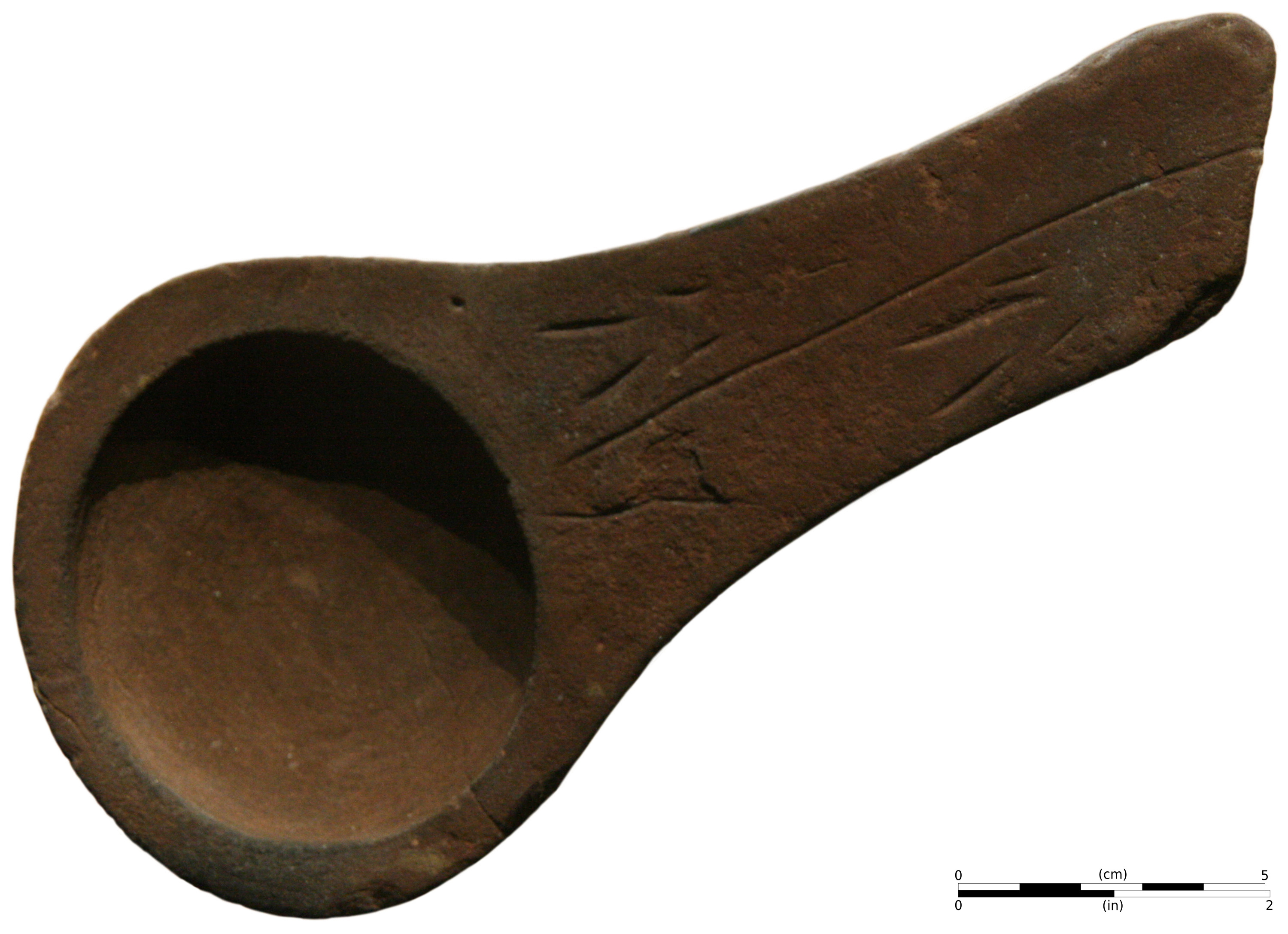
Valószínűleg olajmécsesként használt tárgy a barlangból

### Felfedezése
Egy sövény mögött fedezte fel 4 gyerek, Simon Coencas (elhunyt 2020-ban), Marcel Ravidat (elhunyt 1995-ben), Jacques Marsal (elhunyt 1989-ben) és Georges Agniel a barlang bejáratát 1940. szeptember 12-én, és rögtön szóltak tanítójuknak, Léon Lavalnak, aki egyből felhívta az őskorkutató Henri Breuil figyelmét a barlangra. Így elsőként Henri Breuil látogatta meg szakemberként a barlangot, majd később rengeteg tudós és más érdeklődő jött a szarvasmarhát, bölényt és lovat ábrázoló falfestmények megtekintésére és kutatására.
Leereszkedtünk az olajlámpáinkkal és mentünk előre. Nem volt semmilyen akadály. Átmentünk egy termen, majd a végére érve egy fal előtt találtuk magunkat, s láttuk, hogy tele van rajzokkal. Rögtön megértettük, hogy őskori barlangban vagyunk. Megfogadtuk: ‘Megőrizzük magunknak’, s egy hétig így is tettünk. Mindennap idejöttünk, itt uzsonnáztunk (…), majd felkerestük a volt tanítónkat, Léon Lavalt. Mindent elmondtunk neki. Először nem akart hinni nekünk. Később sikerült meggyőznünk, egy kis lámpával felment a barlanghoz, s mi együtt mentünk le vele. Amikor feljött, az egész világ megtudta.

### Turizmus, állagmegőrzési problémák
Még az évben történelmi műemlékké nyilvánította a francia állam, és 1948-ban turisták számára is látogathatóvá tették. 1955-ben figyelték meg az első változásokat a barlang falán, amely a turisták által kilélegzett szén-dioxidnak volt köszönhető, amely a falon lévő vízpárában feloldódva savas kémhatást kelt. A probléma megszüntetése érdekében 1957-ben egy légcserélő rendszert építettek be, amely a barlang levegőjének és hőmérsékletének helyreállítását volt hivatva szolgálni.
1960-ban megjelent az úgynevezett „zöld betegség”, amely során a látogatók által kilélegzett szén-dioxid, a mesterséges világítás és a viszonylag magas hőmérséklet teremtette ideális feltételek között elszaporodtak az algák a barlang falán. Az 1963-ban üzembe állított ózonszűrő készülék se tudta orvosolni a problémát, ezért André Malraux, francia kulturális miniszter megtiltotta a turisták számára a barlang látogatását.
1965 és 1967 között módosították a barlang szellőztető rendszerét, hogy visszaállítsák az eredeti állapotokat, amelyben a festmények több ezer évig konzerválódtak. Az 1970-es években egy másolat készítését kezdték el, ahol a barlang egy részét reprodukálták. 1983-ban nyitották meg a turisták számára Lascaux II néven.
2000-ben a szellőző berendezést ismét átalakították. 2001 tavaszán a felügyelő személyzet ismét telepeket fedezett fel a barlang bejárati csarnokában. Ezúttal egy kivételesen ellenálló gombafaj (Fusarium solani) jelent meg valószínűleg a szellőző cseréjének rossz tervezése miatt. Ez a gombafaj teljesen ellenáll a formaldehidnek, amellyel korábban fertőtlenítették a barlangba látogatók lábát. Hamarosan nagy felületű fehér telepek jöttek létre, amelyek többek között a festményeket is befedték. A gombafaj szimbiózisban él egy baktériumtörzzsel (Pseudomonas fluorescens), amely lebontja az eddig alkalmazott gombairtószereket. Ezért a gombairtás mellett antibiotikumot is permetezni kell a barlang falára.
2002-ben a francia kulturális miniszter válságstábot (Comité scientifique international de la grotte de Lascaux) hozott létre a barlang megmentésére. Jelenleg a helyzet valamelyest normalizálódott, de továbbra is kéthetente egy kétfős, speciális csoport járja be a barlangot, hogy kézzel eltávolítsa azokat a gombákat, amelyek minden intézkedés ellenére a barlang falán megjelennek.

## Barlangfestmények

### A barlang felépítése
A barlang méreteit tekintve nem túl jelentős, a járatok összesen alig 250 métert tesznek ki. A bejáratot valamelyest kivájták, hogy alkalmassá váljon a turisták számára a látogatásra. Kiépítettek egy három előcsarnokból álló beléptető rendszert is. A barlang további része nagyjából egységes, azonban az egyes részek más-más nevet kaptak.
- A Bikák terme (La Salle des Tauraux) vagy Körcsarnok csak festményeket tartalmaz, mivel kalcit oldalfal nehézkessé teszi a vésést. Az itt található festmények rendkívül látványosak, egyesek akár az ötméteres hosszúságot is elérik. Két őstuloksor (kettő az egyik, három a másik oldalon) látható a egymással szemben a barlang falán. Az északi oldalon található tulkok mellett továbbá mintegy tíz szarvas is található, illetve egy hatalmas állat, amelyet csak egyszarvúnak neveznek a homlokán lévő két egyenes vonás miatt. A déli oldalon három nagy bölény közvetlen szomszédságában három kisebb rajz, ezek közt vörösre festett is van, illetve hat apró szarvas és a barlang egyetlen medveábrázolása.
- A Központi mélyedés (Le Diverticule axiale), a Körcsarnok meghosszabbodása, egy festményekkel díszített folyosó. Az itt található alkotások vízibölényt, szarvast és kőszáli kecskét ábrázolnak, és számos jelet (pontokat, vonásokat) tartalmaznak.
- Az Átjáró (Le Passage) egy viszonylag alacsony része a barlangnak, ahol a festmények már korábban nagyban lepusztultak a nagyfokú levegőmozgás miatt.
- A Hajó (La Nef) az átjáró meghosszabbításaként lévő magasabb folyosó. Itt négy csoport különböztethető meg: a Vésetek, a Fekete tehén, az Úszó szarvasok és a Keresztezett bölények csoportja figyelhető itt meg nagyszámú jel mellett. A Fekete tehén mellett fáklyákat, festékanyagot és élelmiszer-maradékot is találtak.
- Az Apszis (L'Abside) egy kör alakú terem a Hajó és az Átjáró találkozásánál. Itt is rengeteg véset, illetve állatfestmény látható, többek között Lascaux egyetlen rénszarvas-ábrázolása. Itt is nagy számban kerültek elő használati tárgyak (fáklyák, vésők, dárda).
- A Gödör (Le Puits), 4-5 méteres folyosó az Apszisból, tartalmazza minden bizonnyal a legegyedibb ábrázolást a barlangban. Egy madárfejű ember látható, amint épp elesik talán egy nyíllal sebzett bölény vagy egy távolodó orrszarvú miatt.
- A Macskafélék járata (Le Diverticule des Félins) egy kb. 25 m hosszú hasadék, járat (szűk „folyosó”), a Hajó folytatása, melyben André Glory (aki Henri Breuil-től átvette a feladatot és 1953-1962 között vezette a feltárást) több mint 80 (összesen 87) festményt és egyéb jelet számolt össze. Az 51 ábrázolt állat között van 19 ló, 9 bölény, 4 kőszáli kecske és 3 szarvas. A festmények nagy része (90 %) valamilyen okból a járat egyik szűkületében, egy néhány méteres szakaszon, a legkeskenyebb rész bejáratánál található. Nevét arról kapta, hogy itt látható a legtöbb macskaféle ábrázolása, összesen hat, ami önmagában is különlegességnek számít. Ez a hat (vésett, bekarcolt) ábrázolás tudatos kompozíciót mutat: három-három található a két oldalsó falon, melyek közül kettő-kettő a járat hátsó része felé, egy-egy pedig velük szemben, a bejárat felé néz.

### Kialakulásuk
Úgy vélik a barlang szakrális funkciókat látott el, veszélyes állatok (pl. medve, bölény) áldozati helye volt. A rajzok mellett nagy számban látni vonásokat is. Ezek felfoghatók mint egy őskori írás kezdetleges példái.
A falakon lévő állatok nem a táplálkozási szükségleteket látták el. Keletkezésükkor a környéken nagy számú rénszarvas-populáció élt, mindennek ellenére mindössze egy ilyen ábrázolás készült. Feltűnő, hogy a képek se tájat, se növényeket nem ábrázolnak.
A barlangrajzok többségének a kora nehezen megállapítható a hagyományos kormeghatározási módszerekkel. Pusztán a szénrajzokat lehetett vizsgálni a 14-es szénizotóp vizsgálattal. Ennek eredményeképp 15–17 000 évesre teszik a festményeket, azaz az alsó magdaléni korból valók.

### Lascaux II
Nem sokkal a barlang bezárása után – az 1960-as évek végén – a Nemzeti Földtani Intézet a teljes barlangrendszert pontosan és szisztematikusan lefényképeztette.
A Lascaux-barlang tulajdonos cége egy projektet indított el, amelynek során, a fényképfelvételek alapján, elkezdte a Bikák terme és a Központi Mélyedés tökéletes reprodukcióját. A terv finanszírozását elősegítette, amikor 1972-ben eladták az államnak a barlangot. 1980-ban pénzhiány miatt abbamaradtak a munkák, ekkor Dordogne megye önkormányzata folytatta tovább a projekt megvalósítását.
Az 1983-ra elkészült projekt során az eredeti barlangtól mintegy 200 méterre felépített beton épületben alakították ki a két kiállítási egységet, a Földtani Intézet fotói alapján megőrizve a barlang formáját és festményeinek elrendezését is. A barlangban látható néhány további alkotás (szarvas fríz, a Gödör jelenete, bölények és a Fekete tehén a Hajóból) is megtekinthető a Thot parkban, Montignac szomszédságában.

## Galéria

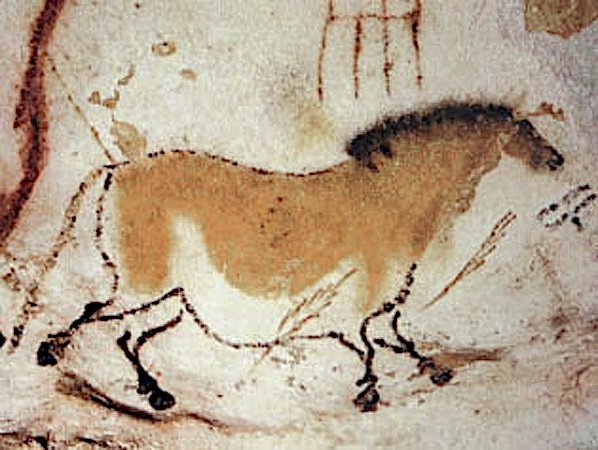
Vadló képe a lascaux-i barlangban
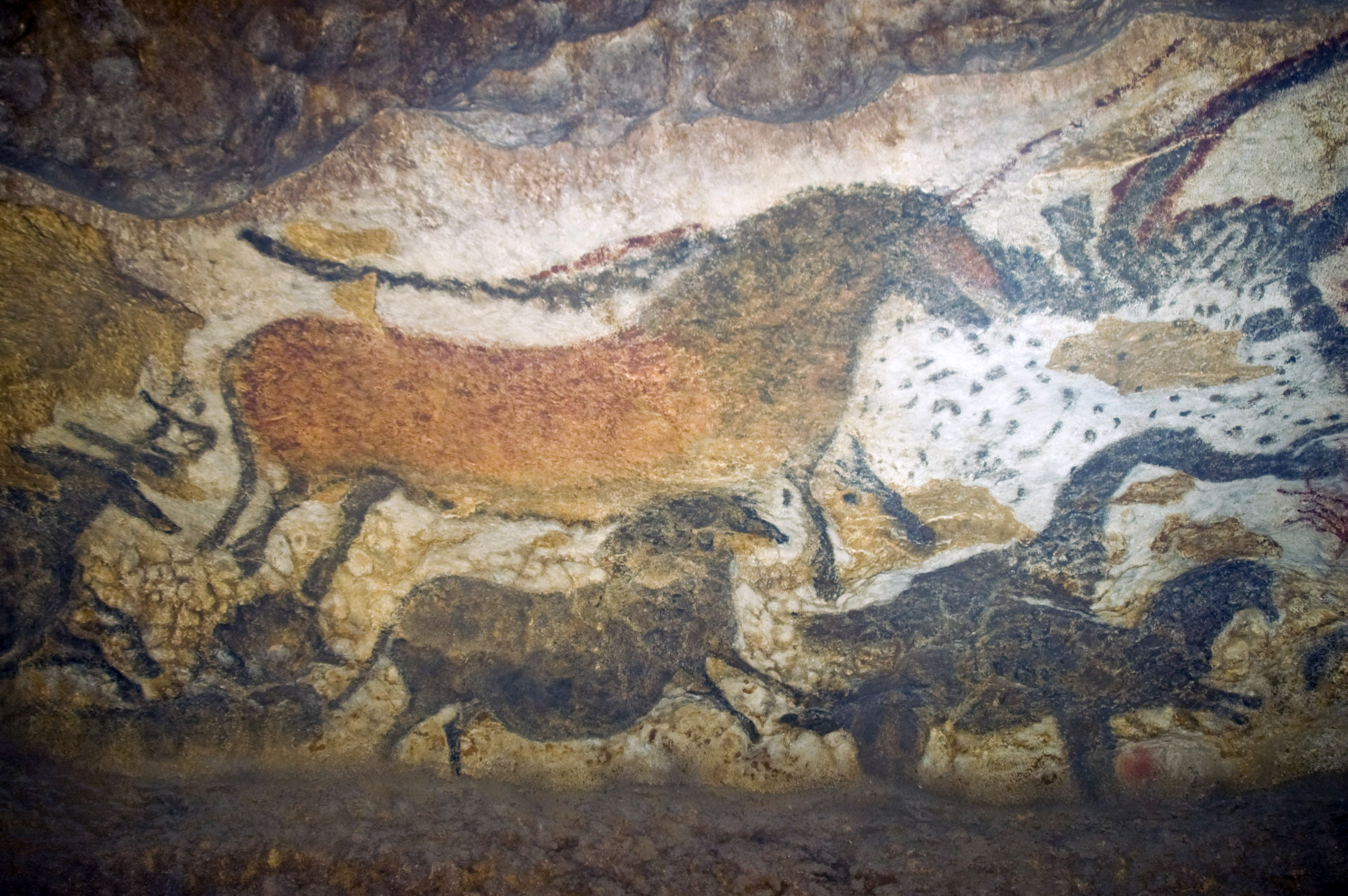
Lascaux II művészeti reprodukció
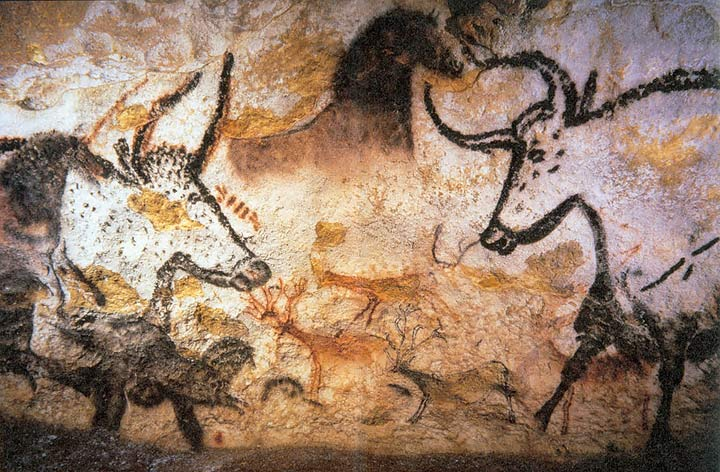
Bikák
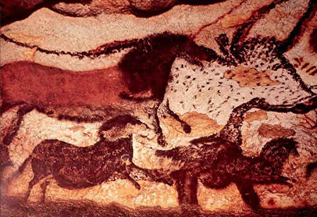
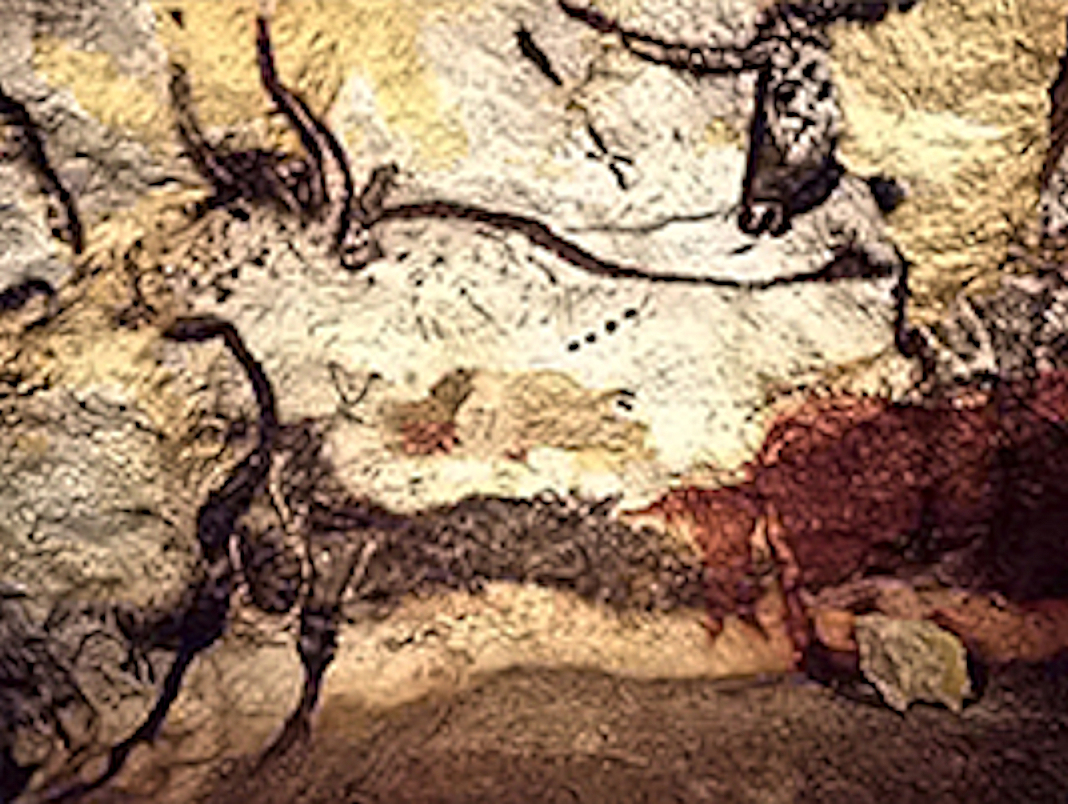
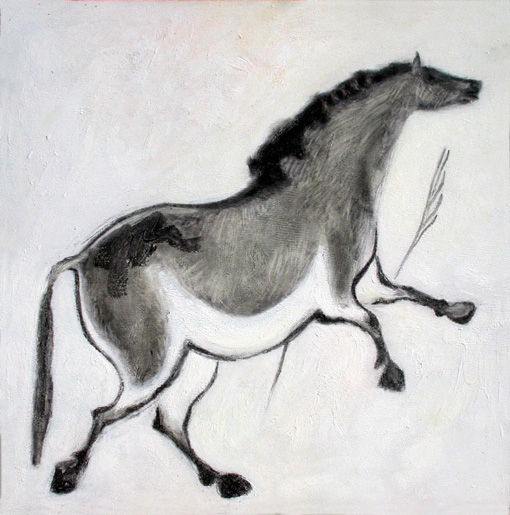
Lascaux-i kép. Pedro Roque Hidalgo spanyol festőművész reprodukciója (2006)